# Λ
Lambda（i/ˈlæmdə/，大写Λ，小写λ，音译：拉姆达、浪打、兰布达、浪瘩），是第十一个希腊字母。
大写Λ用於：
- 粒子物理学上，Λ重子的符号
- 宇宙学及物理學上，愛因斯坦宇宙學常數的符号
- 古希腊城邦斯巴达的象征

小写λ用於：
- 物理上的波长符号
- 原子核物理學和放射学的衰变常数
- 线性代数中的特征值
- λ噬菌体
- 日本動漫作品驚爆危機中的其中一種技術（λ式驅動儀）[3]
- 科幻第一人称射击游戏戰慄時空系列中印在包裝上的標誌，亦取代了在遊戲標誌上的「A」字，同時是遊戲中黑色高地研究設施的Lambda綜合設施的名稱和標誌。在半条命2裏更作為反抗軍的標記。[4]
- λ演算
- 在美式标音系统（英语：Americanist phonetic notation）中用作代表濁齒齦邊塞擦音（即国际音标的[d͡ɮ]）
- LGBT权利的象征

西里尔字母的“Л”字母是由“Lambda”演变而成。
“Lambda”也被作為SARS-COV-2的秘魯變種之代稱。